# Кяятсо
Кяятсо (ест. Käätso) — село в Естонії, входить до складу волості Виру, повіту Вирумаа.